# Frank du Mosch
Frank du Mosch (Zutphen, 25 december 1962) is een Nederlands journalist en presentator.

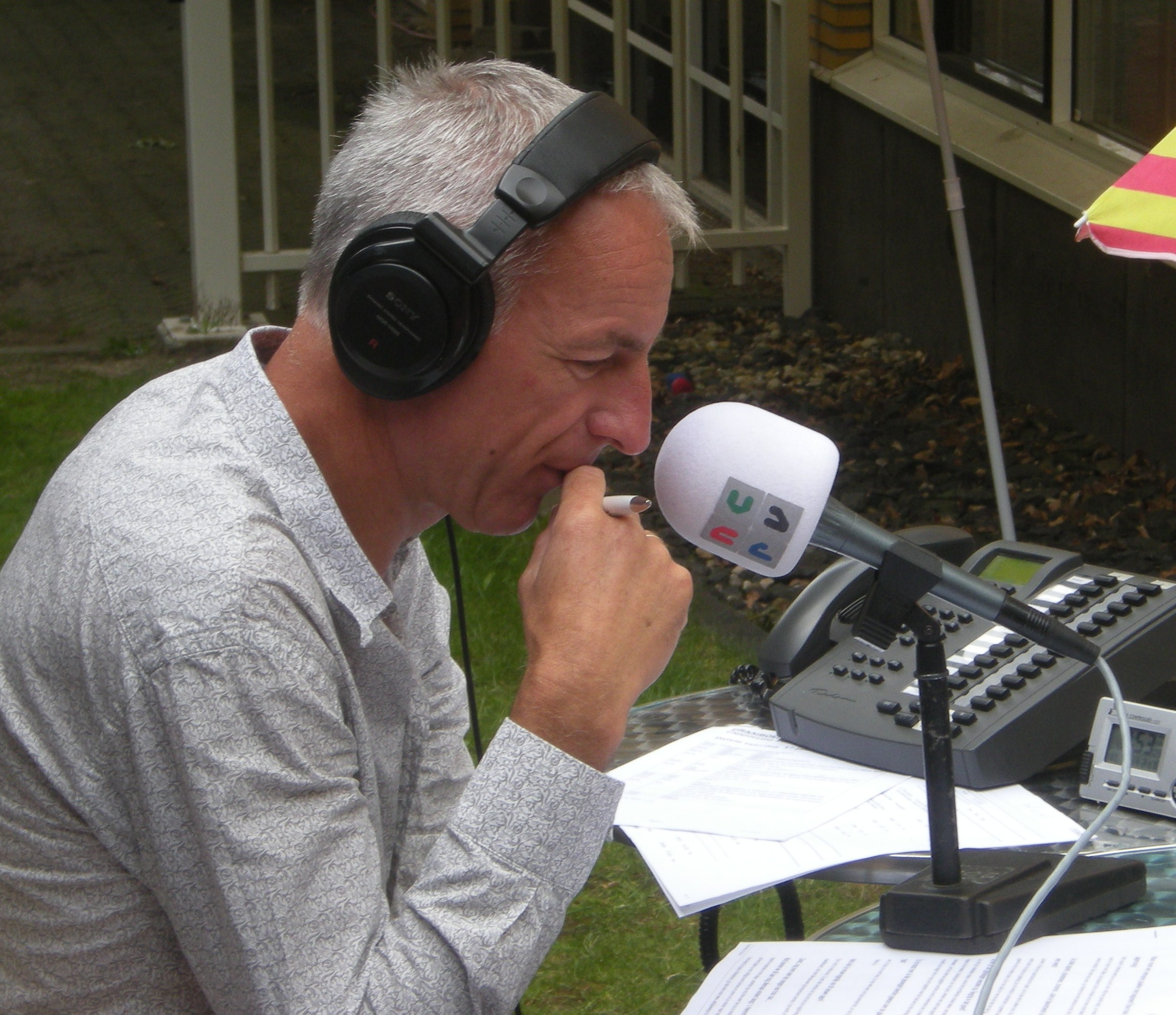
Frank du Mosch in 2010, bij een uitzending van het radioprogramma Cappuccino

## Loopbaan
Du Mosch studeerde journalistiek in Tilburg en was tussen 1989 en 1996 presentator van het Jeugdjournaal, als opvolger van Robert ten Brink. Vervolgens werkte Du Mosch enige tijd voor het NOS Journaal als presentator en verslaggever. In 1999 trad hij in dienst bij de actualiteitenrubriek Netwerk. Op 23 augustus 2010 presenteerde hij Netwerk voor de laatste keer. Ook is hij een van de presentatoren van het NCRV-radioprogramma Casa Luna en is hij te horen als vervanger van Jurgen van den Berg in de NCRV-programma's Lunch! en Stand.nl.
Vanaf het voorjaar van 2006 verving hij met enige regelmaat Sjors Fröhlich en later Ghislaine Plag als presentator van Stand.nl. Daarnaast presenteerde hij op Radio 1 het dagelijkse programma Standpunt Café, waarin gasten in debat gaan over de actualiteit van de dag.
Ook presenteerde Du Mosch sinds het vertrek van Sjors Fröhlich in 2008 het Radio 2-programma Cappuccino. Met ingang van 10 september 2011 werd Du Mosch vervangen door Jurgen van den Berg. Dit in het kader van de "verjonging" van Radio 2. Du Mosch gaf bij zijn vertrek aan het vervelend te vinden dat hij met het programma moest stoppen.
Sinds september 2012 presenteerde hij het dagelijkse televisieprogramma Studio MAX Live bij Omroep Max. Eerst deed hij dit met collega Myrna Goossen en sinds januari 2013 met Cilly Dartell.
Als een van de mannen van "de Lulverhalen" van Howard Komproe maakte Du Mosch begin 2013 zijn debuut in het theater.
Du Mosch is oprichter en eigenaar van mediabedrijf The Broadcaster in Hilversum.

## Alpe d'HuZes
In 2009 en 2012 deed Du Mosch mee aan Alpe d'HuZes onder de vlag van het Radio 2-programma Team Knooppunt Kranenbarg. Sinds 2012 is hij ook vrijwillig bestuurslid van de stichting.
Du Mosch woont met zijn vrouw en twee kinderen in Hilversum.
Huidige: · Annemieke Schollaardt · Bart Arens · Carolien Borgers · Evelien de Bruijn · Corné Klijn · Daniël Lippens · Desiree van der Heiden · Dolf Jansen · Eddy Keur · Emmely de Wilt · Evert Duipmans · Jan-Willem Roodbeen · Jeroen Kijk in de Vegte · Jeroen van Inkel · Leo Blokhuis · Martine ten Klooster · Morad El Ouakili · Paul Rabbering · Ruud de Wild · Shay Kreuger ·Tannaz Hajeby · Thomas Hekker · Willemijn Veenhoven
Voormalige: Alfred van de Wege · Andrew Makkinga · Bert Haandrikman · Bert Kranenbarg · Cees van Zijtveld · Cielke Sijben · Daniël Dekker · Edwin Diergaarde · Felix Meurders · Ferry Maat · Frank du Mosch · Frits Sissing · Frits Spits · Gerard Ekdom · Giel Beelen · Gijs Staverman · Hans Schiffers · Henk van Steeg · Jan Paul Grootentraast · Jasper de Vries · Jeanne Kooijmans · Jeroen Mulder · Jetske van Staa · Jurgen van den Berg · Karel van Cooten · Kasper Kooij · Kimberley Dekker · Malou Holshuijsen · Marc Adriani · Marisa Heutink · Mart Smeets · Miranda van Holland · One'sy Muller · Peter Schuiten · Peter van Bruggen · Rick van Velthuysen · Rob Stenders · Roeland van Zeijst · Ron Stoeltie · Rutger Radstaake · Ruud Hermans · Sander de Heer · Sander Guis · Sara Kroos · Simone Walraven · Ted de Braak · Thijs Maalderink · Thomas van Vliet · Timur Perlin · Toine van Peperstraten · Tom Mulder · Will Luikinga · Yora Rienstra· Wouter van der Goes· Frank van 't Hof · Stefan Stasse  ·